# Paul Mundorf
Paul Mundorf (* 10. September 1903 in Essen; † 14. März 1976 in Perchting, heute Ortsteil von Starnberg/Oberbayern) war ein deutscher Theaterschauspieler, Regisseur und Theaterintendant.

## Leben
Paul Mundorf besuchte die Dumontschule in Düsseldorf und arbeitete danach als Schauspieler an den Hamburger Kammerspielen, am Schauspielhaus Hamburg und während Ziegels Direktion am Thalia Theater Hamburg. Seit 1928 gehörte er der Genossenschaft Deutscher Bühnen-Angehöriger an.
1934 übernahm er die Direktion, von 1940 bis 1942 die Intendanz des Thalia Theaters in Hamburg. Daneben war er dort als Regisseur tätig (z. B. Hamlet, 1937). Er inszenierte in dieser Zeit auch bei den Heidelberger Reichsfestspielen.
Mundorf führte 1939 Regie bei dem Film Der grüne Kaiser.
Von 1942 bis 1943 inszenierte er am Komödienhaus in Berlin, nach dem Krieg in Bremen und Hamburg.
1950 wurde Mundorf Generalintendant des Theater Aachen. Unter seiner Leitung wurde das Theater Aachen 1951 wieder eröffnet, nachdem es im Zweiten Weltkrieg zerstört worden war. 1968 trat er in den Ruhestand.
Mundorf war mit der Operettensängerin Romy Lennartz (Rosemarie Mundorf) und in zweiter Ehe mit der Schauspielerin Susanne Huber-Mundorf verheiratet.
Er wurde auf dem Gemeindefriedhof Perchting, Sektion A Bereich 1, Grab Nr. 18 beigesetzt.